# 8098 Міямотоатсуші
8098 Міямотоатсуші (8098 Miyamotoatsushi) — астероїд головного поясу, відкритий 19 вересня 1993 року.
Тіссеранів параметр щодо Юпітера — 3,476.